# Кожинці
Ко́жинці (болг. Кожинци) — село в Перницькій області Болгарії. Входить до складу общини Трин.

## Населення
За даними перепису населення 2011 року у селі проживали 34 особи, усі — болгари.
Розподіл населення за віком у 2011 році:
Динаміка населення: